# Dimeringophrys pallidipennis
Dimeringophrys pallidipennis är en tvåvingeart som beskrevs av Hardy 1973. Dimeringophrys pallidipennis ingår i släktet Dimeringophrys och familjen borrflugor. Inga underarter finns listade i Catalogue of Life.